# 6×9=53
『6×9=53』（ロックごじゅーさん）は、日本のシンガーソングライター・KANの16枚目のオリジナルアルバム。2016年2月3日にアップフロントワークス（zetimaレーベル）より発売された。

## 音楽性
KAN曰く「53歳のロック」。アルバムタイトルは、本作発売当時の自身の年齢から。なお、正式な読みはフランス語で『sei per nove fa cinquantatré』（セイ・ペル・ノーヴェ・ファ・チンクワンタトレ）である。シングルとしてリリースされた「Listen to the Music」「桜ナイトフィーバー」のアルバム・バージョンを含む全10曲が収録されている。
本作のレコーディングには根本要（スターダストレビュー）、佐藤竹善 (SING LIKE TALKING)、塩谷哲、馬場俊英、菅原龍平、TRICERATOPS、そして作詞には桜井和寿 (Mr.Children) といったKANと親交の深いアーティストが参加している。

## リリース・プロモーション
通常盤のみの1形態で発売。CD+DVDの2枚組となっており、DVDには本作のレコーディング・ドキュメンタリーが収録されている。発売と同時にダウンロード配信も行なわれた。
オリジナルアルバムとしては15thアルバム『カンチガイもハナハダしい私の人生』以来約6年ぶりのリリース。
本作のアートディレクターは東白英 (WHITE Phat Graphics) が担当。ジャケットではKANが和服を着ており、タイトルになぞらえて69歳をイメージしているとのこと。
本作発売後の2016年4月9日から6月12日まで、10会場13公演に渡るライブツアー『KAN BAND LIVE TOUR 2016【ロック☆ご自由に♪】』を開催。また、翌年の2017年4月11日に中野サンプラザで開催された自身のライブ『芸能生活29周年記念 特別感謝活動年 Final Kegimental Live ロックンロールに拿捕されて』では、本作に参加したアーティストらも出演し収録曲を披露した。
2023年11月3日、本作を含む2006年以降にリリースされた作品のサブスクリプション配信が開始された。

## 収録曲

### CD
- 全作詞・作曲・編曲：KAN（#4, #10除く） / プロデュース：KAN・渡辺忠孝

1. Listen to the Music ～Deco☆Version～ [3:59]
33rdシングルのアルバム・バージョン。ストリングスやグロッケンが追加されている[11]。
2. 胸の谷間 [4:32]
KAN曰く「全時代全男性共通のドリームを歌った、ややプログレッシブなロックナンバー」[11]。
TRICERATOPSが演奏で参加している[11]。
3. ポカポカの日曜日がいちばん寂しい [3:28]
SING LIKE TALKINGの佐藤竹善とのデュエット[11]。
KAN曰く「煮詰まる中年男性のフォークソング」[11]。
4. 安息 [6:26]
  - 作詞：桜井和寿 / 作曲・編曲：KAN

本楽曲について、KANは「大きな会場で演奏したい王道バラードです」と紹介している[11]。
作詞を担当した桜井は、歌詞について「みなさんが思うKANさんのイメージよりももっとシリアスで、思慮深くいろんなことを考えてる、家にいるときのKANさんをイメージして書いてる」と語っている[12]。KANが自身で作詞を行なわないのは、1988年発売の3rdアルバム『GIRL TO LOVE』以来約28年ぶりとなる[13]。
2014年には存在していたものの、歌詞が出来ずメロディーだけの状態でツアーで披露されていた[13]。桜井に作詞を依頼したところ、わずか3日で仕上げてきたという[14]。また、歌い方についても桜井からディレクションを受けたとのこと[11]。
2017年1月13日に開催されたKANのライブツアー『弾き語りばったり #29 責任者はテクニシャン』ホルトホール大分公演に桜井がシークレットゲストとして出演し、本楽曲をKANとともに披露した[15]。
ライブ・アルバム『弾き語りばったり #19 今ここでエンジンさえ掛かれば』にも収録された。
5. どんくさいほどコンサバ [4:19]
ドナルド・フェイゲンを強く意識した楽曲。歌詞にはKAN自身の理想的女性観のイメージ像[11]として、フランスのセゴレーヌ・ロワイヤルやウクライナのユーリヤ・ティモシェンコといった女性政治家の名前が登場する。
ギターはスターダストレビューの根本要が演奏している[11]。
6. scene [5:04]
三幸製菓「おつかいチャレンジ」CMソング[16]。CMのオファーを受けてサビ30秒から作り、KANとしては珍しく着想から数か月で完成および録音したという[11]。
仮タイトルは「全力箒星」。メロディはMr.Childrenの2000年代のシングル曲のいくつかをKANなりに構造分析・再構築したもので、歌詞はスキマスイッチの世界観を意識しながら制作された。KANは「青空が見えるポップロックができました」とコメントしている[11]。
ドラムはTRICERATOPSの吉田佳史が演奏している[11]。
7. ブログ! ブログ! ブログ! [5:03]
前作『カンチガイもハナハダしい私の人生』収録曲である「REGIKOSTAR 〜レジ子スターの刺激〜」に続き、中田ヤスタカに影響を受けて制作した楽曲。バックトラックはすべてコンピューターとシンセサイザーによる打ち込みとなっている[11]。
8. 桜ナイトフィーバー ～Album Version～ [5:27]
34thシングルのアルバム・バージョン。ギターソロはTRICERATOPSの和田唱が演奏しており、シングルバージョンとはフレーズが変更されている[11]。
9. 寝てる間のLove Song [3:02]
弾き語り曲。スティーヴィー・ワンダーの70年代のバラードを意識したといい、KAN曰く「極めて短い時間で作詞作曲したシンプルなラブソング」[11]。
10. ロックンロールに絆されて [6:48]
  - 作詞：KAN・馬場俊英 / 作曲・編曲：KAN

馬場俊英とのデュエット。歌詞も馬場との共作となっている[11]。
歌詞では音楽を職業としていられることの誇りと感謝の気持ちが綴られている。KAN曰く、「精神的にはこのアルバムのタイトル曲」とのこと[11]。

### DVD
1. Recording Documentary 【6×9=53が成り立つまで】
  1. Opening [1:02]
  2. 桜ナイトフィーバー [5:31]
  3. 安息 [8:27]
  4. ポカポカの日曜日がいちばん寂しい [6:26]
  5. ブログ! ブログ! ブログ! [9:03]
  6. Listen to the Music [2:35]
  7. どんくさいほどコンサバ [8:34]
  8. 胸の谷間 [6:22]
  9. 寝てる間のLove Song [0:55]
  10. ロックンロールに絆されて [5:49]
  11. Track Down [6:42]
  12. Ending [0:54]

## 参加ミュージシャン
- KAN：Acoustic Piano (#1, #4, #9), Glockenspiel (#1, #5, #8), Tambourine (#1), Sleigh Bells (#1), MIDI Data Programming (#2, #3, #6 - #8, #10), Vocal (#1 - #10), Backing Vocal (#1, #4, #6 - #8)
- TRICERATOPS
  - 吉田佳史：Drums (#2, #6)
  - 林幸治：Bass (#2)
  - 和田唱：Electric Guitar (#2), Special Guest Guitar Solo (#8), Backing Vocal (#2)
- 菅原龍平：Backing Vocal (#2)
- 佐藤竹善 (Sing Like Talking)：Vocal (#3), Backing Vocal (#5)
- 根本要 (STARDUST REVUE)：Electric Guitar (#5)
- 塩谷哲：Acoustic Piano (#5), Electric Piano (#5)
- 馬場俊英：Acoustic Guitar (#10), Vocal (#10)
- 江口信夫：Drums (#1, #5)
- 河村“カースケ”智康：Drums (#4, #10)
- 美久月千晴：Bass (#1, #4 - #6, #10)
- 久保田光太郎：Acoustic Guitar (#1), Mandolin (#1)
- 石成正人：Acoustic Guitar (#3, #6), Electric Guitar (#3, #6)
- 鈴川真樹：Acoustic Guitar (#4), Electric Guitar (#4, #10)
- 小林信吾：Acoustic Piano (#10)
- 山本拓夫：Alto Saxophone (#1), Soprano Saxophone (#1), Tenor Saxophone (#5)
- 高桑英世：Flute (#3)
- 小林太：Trumpet (#5)
- 村田陽一：Tenor Trombone (#5)
- 室屋光一郎：Violin (#1, #2, #4, #8)
- 徳永友美：Violin (#1, #2, #4)
- 伊藤彩：Violin (#1, #2, #4, #8)
- 石亀協子：Violin (#1, #2, #4)
- 納富彩歌：Violin (#2, #4)
- 川口静華：Violin (#2, #4, #8)
- 氏川恵美子：Violin (#2, #4)
- 柳原有弥：Violin (#2, #4)
- 岡部麿知：Violin (#4)
- 相川麻里子：Violin (#8)
- 榎戸崇浩：Viola (#1, #2, #4)
- 島岡智子：Viola (#1, #2, #4)
- 菊地幹代：Viola (#2, #4)
- 松本有理：Viola (#8)
- 加治友理：Viola (#8)
- 堀沢真己：Cello (#1, #2, #4)
- 奥泉貴圭：Cello (#2, #4)
- 関谷典子：Hand Claps (#1)
- 松本奈々：Hand Claps (#1)
- 田久保誠一：Hand Claps (#1), Synthesizer Operation (#6)
- 藤原隆之：Hand Claps (#1)
- 平川欣樹：Hand Claps (#1)
- 森下晃：Synthesizer Operation (#2, #10), Sound Operation (#3, #7)
- 涌井啓一：Sound Operation (#8)